# The Ghost Ward Diaries
The Ghost Ward Diaries är det sjätte albumet av det svenska hårdrocksbandet Electric Boys utgivet 2018. Albumet finansierades genom crowdfunding genom en kampanj på plattformen PledgeMusic.

## Låtförteckning
1. "Hangover in Hannover" (Bloom)
2. "There She Goes Again" (Bloom)
3. "You Spark My Heart" (Bloom)
4. "Love Is a Funny Feeling" (Bloom/Santuione/Karlegård)
5. "Gone Gone Gone" (Bloom)
6. "Swampmotofrog" (Bloom)
7. "First the Money, Then the Honey" (Bloom)
8. "Rich Man, Poor Man" (Bloom/Santuione/Karlegård)
9. "Knocked Out By Tyson" (Bloom/Santuione/Karlegård)
10. "One of the Fallen Angels" (Christell/Bloom/Atlagic)

## Medverkande
| Electric Boys - Conny Bloom – gitarr, sång - Andy Christell – bas, körsång - Niclas Sigevall – trummor (spår: 1, 2, 3, 5, 6, 7, 10) - Jolle Atlagic – trummor (spår: 4, 8, 9) Gästmusiker - Stefan Jernståhl – Keyboards - Annie Kratz-Gutå – Körsång - Anna Thorsson Föyen – Körsång | Produktion - David Castillo – Producent, ljudtekniker, mixare - Thomas Johansson – Assisterande ljudtekniker - Johan Gustafsson – Assisterande ljudtekniker - Marcus Jidell – Assisterande ljudtekniker - Joel Lagerberg – Assisterande ljudtekniker - Jens Bogren – Mastring - Johan Bergmark – Foto - Charlie Granberg – Omslagsdesign |